# 秋奈
秋奈（1995年11月2日—）是日本女聲優，出身自宮城縣，自由身。主要角色有《Aikatsu！偶像活動！》冴草紀伊、《少女與戰車》大野綾、《世界計畫 繽紛舞台！ feat.初音未來》小豆澤心羽、《電音部》黑鐵多麻、《賽馬娘 Pretty Derby》大鳴大放等等。

## 出演作品
※粗體字為主要角色

### 電視動畫
2012年
- 窮神（石蕗宙汰、遠藤舞、家政婦B、雄介、庄司さよ）
- 少女與戰車（大野綾[2]）

2013年
- 偶像學園（冴草紀伊[3]）
- 戀愛研究所（南桃香）

2014年
- Wake Up, Girls!（黑川芹香）

2016年
- orange橘色奇蹟（鹽尻）

2019年
- 天華百劍～歡迎來到銘治館！～（菊一文字則宗[4]）
- 偶像學園 on Parade！（冴草紀伊）

2022年
- Petit Sekai（小豆澤心羽[5]）

2023年
- 賽馬娘 Pretty Derby Season 3（大鳴大放[6]）

### OVA
2014年
- 少女與戰車「這才是真正的安齊奧之戰！」（大野綾）

2015年
- Little Astro Boy（ミッチー）

### 劇場動畫
2014年
- 劇場版 偶像學園（冴草紀伊）

2015年
- 少女與戰車 劇場版（大野綾）

2016年
- 偶像學園！～被盯上的魔法偶活卡～（冴草紀伊）

2017年
- 少女與戰車 最終章 第1話（大野綾）

2019年
- 少女與戰車 最終章 第2話（大野綾）

2021年
- 少女與戰車 最終章 第3話（大野綾）

2025年
- 劇場版 世界計畫 崩壞的世界與無法歌唱的初音未來（小豆澤心羽[7]）

## 外部連結
- 秋奈的X（前Twitter）